# Styela
Genre
Styela est un genre d'ascidies solitaires de la famille des Styelidae.

## Liste des espèces
Selon World Register of Marine Species (3 novembre 2023) :
- Styela adriatica F. & C. Monniot, 1976
- Styela aequatorialis Michaelsen, 1915
- Styela angularis (Stimpson, 1855)
- Styela aomori Oka, 1935
- Styela asterogama Millar, 1975
- Styela bathybia Bonnevie, 1896
- Styela braueri Michaelsen, 1904
- Styela brevigaster Millar, 1988
- Styela calva Monniot C., Monniot F. & Millar, 1976
- Styela canopus (Savigny, 1816)
- Styela cearense Oliveira-Filho & Lotufo, 2015
- Styela chaini Monniot C. & Monniot F., 1970
- Styela changa Monniot & Andrade, 1983
- Styela charcoti Monniot C. & Monniot F., 1973
- Styela clava Herdman, 1881
- Styela clavata (Pallas, 1774)
- Styela complexa Kott, 1995
- Styela coriacea (Alder & Hancock, 1848)
- Styela crinita Monniot C. & Monniot F., 1973
- Styela eurygaster Millar, 1977
- Styela gagetyleri Young & Vazquez, 1997
- Styela gelatinosa (Traustedt, 1886)
- Styela gibbsii Stimpson, 1864
- Styela glans Herdman, 1881
- Styela glebosa Sluiter, 1904
- Styela hadalis Sanamyan & Sanamyan, 2006
- Styela herdmani Sluiter, 1885
- Styela isibasii Tokioka, 1851
- Styela izuana (Oka, 1934)
- Styela kottae Monniot & Monniot, 1991
- Styela loculosa Monniot C. & Monniot F., 1969
- Styela longiducta Monniot & Monniot, 1985
- Styela longipedata Tokioka, 1953
- Styela longitubis Traustedt & Weltner, 1894
- Styela macrenteron Ritter, 1913
- Styela maeandria Sluiter, 1904
- Styela magalhaensis Michaelsen, 1898
- Styela mallei Monniot, 1978
- Styela materna Monniot & Monniot, 1983
- Styela meteoris Monniot, 2002
- Styela minima Monniot, 1971
- Styela monogamica Oka, 1935
- Styela montereyensis (Dall, 1872)
- Styela multicarpa Barros & Rocha, 2021
- Styela multitentaculata Sanamyan & Sanamyan, 2006
- Styela natalis Hartmeyer, 1905
- Styela ordinaria Monniot & Monniot, 1985
- Styela paessleri (Michaelsen, 1898)
- Styela panamensis Barros & Rocha, 2021
- Styela perforata Sluiter, 1890
- Styela plicata (Lesueur, 1823)
- Styela polypes Monniot, Monniot & Millar, 1976
- Styela profunda Sluiter, 1904
- Styela psammodes Sluiter, 1904
- Styela psoliformis Monniot & Monniot, 1989
- Styela pusilla Herdman, 1886
- Styela racemosa Herdman, 1891
- Styela rustica Linnaeus, 1767
- Styela schmitti Van Name, 1945
- Styela sigma Hartmeyer, 1912
- Styela similis Monniot C., 1970
- Styela squamosa Herdman, 1881
- Styela subpinguis Herdman, 1923
- Styela suluensis Monniot & Monniot, 2003
- Styela tenuibranchia Monniot, Monniot & Millar, 1976
- Styela tesseris Lambert, 1993
- Styela thalassae Monniot C., 1969
- Styela theeli Ärnbäck, 1922
- Styela tokiokai Nishikawa, 1991
- Styela truncata Ritter, 1901
- Styela vollbarthi (Michaelsen, 1912)
- Styela wandeli (Sluiter, 1911)
- Styela yakutatensis Ritter, 1901

## Classification
Le nom valide complet (avec auteur) de ce taxon est Styela Fleming, 1822.
Styela a pour synonymes :
- Botryorchis Huntsman, 1911
- Clavellinopsis Fewkes, 1889
- Goniocarpa Huntsman, 1912
- Katatropa Huntsman, 1912
- Minostyela Kott, 1969
- Molstyela Oka, 1934
- Redikorzevia Oka, 1929
- Stylea Fleming, 1822 - (graphie incorrectement)
- Vannamea Oka, 1932

## Publication originale
- (en) J. Fleming, The philosophy of zoology: or a general view of the structure, functions and classification of animals, vol. 2, 1822, Édimbourg, p. 1-618. (lire en ligne).